# 포사 치즈

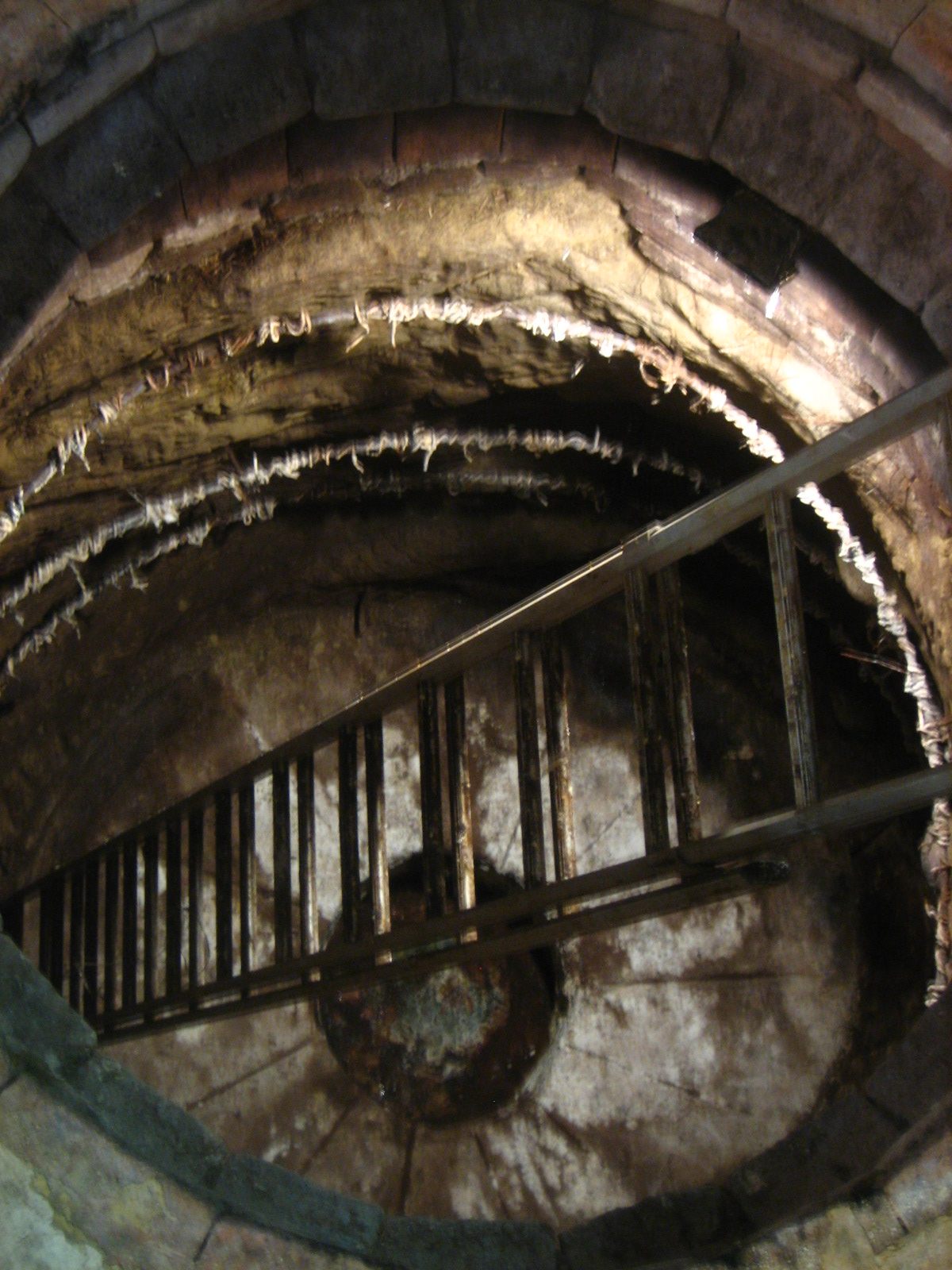
포사는 구덩이를 의미하는데 여기에 묻어서 발효시킨다.

생산지역을 나타낸 지도

포사 치즈(이탈리아어: Formaggio di Fossa 포르마조 디 포사[*])는 이탈리아의 에밀리아로마냐주에서 생산하는 치즈이다. 문자 그대로 해석하면 구덩이에서 만드는 치즈라는 뜻으로 지하에 땅굴을 파서 발효시키는 특별한 생산 과정 때문에 이름이 붙었다. 치즈는 루비콘과 마레치아 계곡 사이에서 생산된다. 2009년 원산지 명칭 보호 자격을 얻었다.
포사 치즈는 양유, 우유 혹은 둘 다 섞어서 만들 수 있다. 땅굴을 파서 내려 보내기 전에 보통 30일 정도 숙성시킨다. 이 땅굴은 짚을 안에서 태워서 습기를 체우고 안의 공간을 소독하여 준비하는데 치즈는 천가방으로 싼 이후 80-·100일 동안 밀폐한 상태로 발효 과정을 거친다. 이렇게 산소 접촉을 차단함으로써 무산소성 발효가 이뤄지는 것으로 3개월 가까이 숙성 과정을 더 거치게 된다. 이러한 제조법은 15세기부터 시작됐다.

## 같이 보기
- 페코리노